# L'Emmerdeur (film, 2008)
Pour les articles homonymes, voir L'Emmerdeur.
Pour plus de détails, voir Fiche technique et Distribution.
L'Emmerdeur est un film français réalisé par Francis Veber sorti en 2008. C'est un remake de L'Emmerdeur d'Édouard Molinaro, avec Lino Ventura et Jacques Brel, dont le scénario avait été écrit par Francis Veber d'après sa pièce Le Contrat.

## Synopsis
M. Milan (Richard Berry) est un tueur à gages qui doit exécuter son « contrat » depuis sa chambre d'hôtel donnant sur le palais de justice de Nice où est attendu Randoni (Michel Aumont), témoin clé d'un procès en corruption et homme à abattre. Son voisin, François Pignon (Patrick Timsit), photographe de presse délaissé par son épouse (Virginie Ledoyen) qui l’a quitté pour le docteur Wolf (Pascal Elbé), un neurologue réputé, essaye de se suicider en se pendant à la tuyauterie de la salle de bains et provoque une inondation. Milan persuade le garçon d'hôtel de ne pas appeler la police, promettant de veiller lui-même sur le dépressif pour éviter une récidive. Il se trouve alors englué irrémédiablement dans les problèmes de Pignon au détriment de sa mission.

## Fiche technique
- Titre : L'Emmerdeur
- Titre international : A Pain in the Ass
- Réalisation et scénario : Francis Veber, d'après son scénario pour L'Emmerdeur d'Édouard Molinaro, lui-même adapté de sa pièce Le Contrat
- Musique : Jean-Michel Bernard
- Photographie : Robert Fraisse
- Montage : Georges Klotz
- Décors : Dominique André
- Costumes : Jacqueline Bouchard
- Cascades : Sébastien Lagniez et Jean-Claude Lagniez
- Production : Patrice Ledoux
- Sociétés de production : Pulsar Productions, TF1 International, TF1 Films Production, EFVE Films, Téléma, Canal + et Sofica Valor 7
- Sociétés de distribution : TFM Distribution (France), Rai Movie ( Italie) et Koch Media ( Allemagne)
- Budget : 18,55 M€[1]
- Pays de production :  France
- Langue originale : français
- Format : couleur - 2,35:1 - anamorphique
- Durée : 86 minutes
- Date de sortie :
  - France : 10 décembre 2008

## Distribution
- Patrick Timsit : François Pignon
- Richard Berry : Jean Milan
- Pascal Elbé : Edgar Wolf
- Laurent Paolini : garçon d'étage
- Virginie Ledoyen : Louise
- Michel Aumont : Randoni
- Stéphane Bierry : le photographe no 2
- Élizabeth Martichoux : elle-même (la journaliste de RTL au début du film)
- José Paul : le photographe no 1
- Cédric Chevalme : le gendarme no 1
- Laurie Lefret : la jeune fille
- Mathieu Bisson : le caissier de la station-service
- Jérémie Covillault : le policier #1
- Samuel Dupuy : le policier #2
- Philippe Beglia : le réceptionniste de l'hôtel
- Sandra Moreno : la secrétaire de Wolf
- Corinne Masiero : Suzanne
- Andrée Damant : la vieille dame
- Grégori Baquet : le gradé
- Frédéric d'Elia : le policier #3
- François-Paul Doussot : le photographe #3
- Guillaume Gallo-Manrique : un agent
- Louis Gensollen : le jeune type
- Pierre-Arnaud Juin : conducteur accident
- Patrick Vo : le CRS
- Francis Veber : l'homme bousculé par Milan (non crédité)

## Accueil

### Box-office
Réalisé après la reprise de la pièce de Veber au théâtre de la Porte-Saint-Martin à la rentrée 2005, avec Patrick Timsit et Richard Berry, ce remake d'un classique du cinéma français par son auteur d'origine est un échec commercial à sa sortie.
Le film sort le mercredi 10 décembre 2008. Il ne reste que six semaines en salles et totalise seulement 240 720 entrées (dont 37 133 à Paris). Par comparaison, le film de 1973 avait réuni 3 354 756 entrées.
Ce remake rapporte ainsi moins de 2 M€, avec un budget de plus de 18 M€. Francis Veber déclare après coup : « Alors que la pièce avait été un immense succès, j’ai pris le bide de ma vie avec le film. Aujourd’hui, je réalise qu’il y a certains cultes auxquels on ne peut pas toucher. Mais sur le coup, j’ai vraiment eu l’impression atroce d’avoir fait de la profanation de sépulture. »
Producteur délégué du film, Patrice Ledoux considère que cet échec est dû au scénario du film original, dont l'histoire ne peut pas être dupliquée à l'identique 35 ans après.

## Autour du film
- Si les deux protagonistes principaux conservent leur nom d'origine (Jacques Brel puis Patrick Timsit : Pignon ; Lino Ventura puis Richard Berry : Milan), celui du docteur « évolue » : sous les traits de Jean-Pierre Darras, il se nommait Fuchs (littéralement « renard » en allemand) ; sous ceux de Pascal Elbé, il devient Wolf (« loup », toujours en allemand).
- Un clin d’œil est fait à Jacques Brel dans le film. À la 72e minute, Pascal Elbé répond à Patrick Timsit par un extrait des paroles de la chanson Ne me quitte pas : « Il t'offrira des perles de pluie venues de pays où il ne pleut pas ».
- À la 5e minute du film, Richard Berry se fait bousculer par un homme. Il s'agit d'un caméo de Francis Veber, qui n'apparait pas totalement de face.
- L'orchestre sollicité[Quoi ?] pour le film est le Paris Symphonic Orchestra.